# Musikjahr 1512
Liste der Musikjahre

◄◄ | ◄ | 1508 | 1509 | 1510 | 1511 | Musikjahr 1512 | 1513 | 1514 | 1515 | 1516 | ► | ►►

Weitere Ereignisse
Dieser Artikel behandelt das Musikjahr 1512.

## Ereignisse
- Martin Agricola, der zunächst auf dem elterlichen Hof arbeitet, reist ab 1510 durch den ostdeutschen Raum. Während dieser Phase eignet er sich als Autodidakt die Grundlagen seines musikalischen Wissens an. Die Stationen seiner Reise sind unbekannt, vermutlich gehörten Frankfurt (Oder) und Leipzig zu ihnen.
- Bonifacius Amerbach studiert an der Artistenfakultät der Universität Basel und hört Musiktheorie. Er komponiert Liedsätze nach Heinrich Isaac und Ludwig Senfl. Daneben nimmt er Musikunterricht bei dem Organisten Johannes Kotter. Daraus entsteht ein Tabulaturbuch, das als Codex Amerbach zu den umfangreichsten Arbeiten des frühen 16. Jahrhunderts zählt.
- Noel Bauldeweyn wirkt von 1509 bis 1513 als magister cantorum in der Kirche St. Rombaut in Mecheln in der Nachfolge von Jean Richafort. Dies belegt ein Vermerk über die Tätigkeit von „Natalis Balduini“ in den Kapitularakten der Kirche St. Rombaut.
- Antoine Brumel, der bis 1510 Kapellmeister an der Hofkapelle der Familie d’Este in Ferrara war, lebt in Mantua. Darauf lässt ein Dokument vom 11. Mai 1512 schließen. Der Inhalt des Dokumentes weist auch darauf hin, dass Brumel zu dieser Zeit bereits mit seinem Tod rechnet.
- Hans Buchner ist Domorganist am Münster zu Unserer Lieben Frau in Konstanz.
- Marco Cara steht seit 1495 und bis 1525 als Lautenvirtuose im Dienst der Familie Gonzaga in Mantua, die zu seiner Zeit Künstler aller Richtungen fördert.
- Nicolas Champion ist Mitglied in der Hofkapelle Karls V. Hier nimmt er einen hohen Rang ein und wird sehr gut bezahlt, wenn er auch nicht den Rang von Pierre de la Rue erreicht. Durch seine guten Kontakte und seine Dienste bei Hof erwirbt er von 1508 bis etwa 1520 eine Reihe von Benefizien in den Städten Brügge, Namur, Lens, Lier, Oostvoorne, Valenciennes, Geervliet und Brielle.
- Josquin Desprez ist seit 1504 Propst an seiner früheren Wirkungsstätte Condé-sur-l’Escaut. Er wird als monsieur le prevost messire Josse des pres bezeichnet. Die Stellung ist für den ehemaligen Kapellmeister nicht nur wegen seines dortigen Haus- und Grundbesitzes attraktiv, sondern noch mehr wegen der guten Personalausstattung der Kirche und der Qualität der dortigen Musikausübung, die nur noch von der Kathedrale in Cambrai und von Saint-Vincent in Soignies übertroffen wird. Der Propst hat hier (nach einer Aufstellung aus dem Jahr 1523) die weltliche Macht im Kirchensprengel inne und ist der Vorgesetzte des Dekans, des Schatzmeisters, von 25 Kanonikern, 18 Kaplänen, 16 Vikaren und sechs Chorknaben, dazu einigen Priestern ohne Pfründe; in den aufwändig gestalteten Gottesdiensten wirkt in der Regel ein Chor aus den Vikaren und Chorknaben mit, so dass bis zu 22 musikgeübte Stimmen zur Verfügung stehen und bis zu sechsstimmige Werke aufgeführt werden können. In dieser Stellung wirkt Josquin Desprez 17 Jahre lang bis zu seinem Lebensende.
- Antonius Divitis ist Sänger in der Hofkapelle der französischen Königin Anne de Bretagne, wo zu dieser Zeit auch Jean Mouton, Claude de Sermisy und Jean Richafort angestellt sind.
- Pedro de Escobar ist Magister Puerorum an der Kathedrale in Sevilla bis zu seiner Amtsniederlegung 1514.
- Heinrich Finck ist als „capellmaister“ bzw. als „singemeister“ mit 60 Gulden Jahresgehalt am Stuttgarter Hof von Ulrich von Württemberg (Amtszeit mit Unterbrechungen 1498 bis 1550) angestellt.
- Nicolas Gombert ist möglicherweise ein Schüler von Josquin Desprez, der seit dem Jahr 1504 im etwa 40 km entfernt gelegenen Condé-sur-l’Escaut als Propst tätig ist.
- Lupus Hellinck, der am 24. Mai 1506 als Chorknabe an der Kirche St. Donatian in Brügge aufgenommen wurde, besucht – vom Chordienst freigestellt – den Schulunterricht.
- Paul Hofhaimer lebt in Augsburg, der „heimlichen Hauptstadt“ von Kaiser Maximilian I., wo er unter dessen Gunst freischaffend tätig ist.
- Heinrich Isaac, der spätestens seit Ende 1511 wieder in Florenz lebt, verkauft dort am 4. Januar sein Haus in der Via dell’Ariento und kauft sich ein anderes in der Via del Cocomero (heute Via Ricasoli) im Quartier San-Marco. Außerdem verfasst er am 24. November die zweite Fassung seines Testaments. Möglicherweise trägt er sich auch mit dem Gedanken, Florenz für einige Zeit zu verlassen, weil er am 16. November den Kleriker Andrea Pasquini zu seinem Bevollmächtigten (procurator) einsetzt.
- Erasmus Lapicida ist als Sänger und Komponist religiöser Lieder an der Hofkapelle des Pfälzer Kurfürsten Ludwigs V. (Regierungszeit 1508–1544) in Heidelberg tätig bis etwa zum Jahr 1520.
- Georg Liban, der 1511 in Krakau den akademischen Grad eines Magisters erlangt hat, hält Vorlesungen an der Universität und ist von etwa 1506 bis 1528 an der Schule der Marienkirche als Kantor tätig.
- Filippo de Lurano ist von Mai 1512 bis etwa zum Jahr 1513, höchstens aber bis 1515 Sänger an Santa Maria Assunta in Cividale del Friuli.
- Jean Mouton ist Mitglied der Hofkapelle von Königin Anne de Bretagne, der Ehefrau von König Ludwig XII. von Frankreich (Regierungszeit 1498–1515). In ihrer Hofkapelle sind mehr Komponisten versammelt als in der von König Ludwig, außer Mouton beispielsweise Antonius Divitis, Jean Richafort und Claudin de Sermisy.
- Marbrianus de Orto, der seit 1510 premier chapelain der Hofkapelle der Regentin Margarete von Österreich in Brüssel ist, wechselt sich in diesem Amt bis 1517 mit Anthoine de Berghes ab. Dieser Wechsel hängt mit Residenzpflichten an anderen Kirchen zusammen, nachdem er ab 1510 als Kanoniker an der Kathedrale Notre-Dame in Antwerpen (Liebfrauenkirche) ist und ab 1513 in der gleichen Funktion an Saint-Gudule in Brüssel tätig sein wird.
- Francesco Patavino, der Kantor und Priester an der Kathedrale von Padua war, wird im Juli 1512 zum Maestro di Capella an der Kirche San Francesco in Treviso gewählt. Er verbleibt in dieser Position bis zum Juni 1513.
- Francisco de Peñalosa ist Mitglied der königlichen spanischen Kapelle. Seit 1511 ist er auch als Musiklehrer für den Thronerben Ferdinand I. tätig; seinen Dienst als Sänger in der spanischen königlichen Kapelle versieht er bis zum Tode des Königs im Jahre 1516.
- Johannes Prioris, der möglicherweise bereits seit Ende der 1480er Jahre Mitglied der französischen Hofkapelle war, ist nachweislich von 1503 bis 1512 Kapellmeister (maître de chapelle) der Hofkapelle.
- Jean Richafort ist wahrscheinlich seit August 1509 Mitglied der Kapelle der französischen Königin Anne de Bretagne. Im November 1512 erhält er eine Pfründe, die in der Bretagne liegt.
- Pierre de la Rue ist – wie Nicolas Champion und Marbrianus de Orto – in der Hofkapelle der Regentin Margarete von Österreich in Brüssel tätig. Der Komponist bleibt bis 1516 am Hof der Statthalterin in Mecheln, deren Lieblingskomponist er wird, und zu deren Ehren er zahlreiche Gelegenheitskompositionen schreibt.
- Der Buchdrucker Peter Schöffer der Jüngere, der mindestens seit 1510 tätig ist, startet „mit der Herausgabe selbstgedruckter Musikwerke“.[1]
- Claudin de Sermisy wirkt als Geistlicher in der Diözese Noyon und als Sänger in der Privatkapelle von Königin Anne de Bretagne.
- Petrus Tritonius ist bis 1512 Direktor der Lateinschule in Bozen.
- Bartolomeo Tromboncino ist nach Aufenthalten in Vicenza und in Casale von 1501 bis 1512 in Mantua tätig.
- Johannes Wannenmacher wirkt seit dem 13. Februar 1510 in Bern als Kantor. Es gibt anfänglich disziplinarische Maßnahmen gegen ihn, da er wegen seiner Vorliebe für „einen guten Tropfen“ Verpflichtungen als Chorleiter offenbar nicht ordentlich wahrnimmt. Später bessert sich sein Ruf dann aber wegen seines großen Fleißes. Er erwirbt sich Verdienste um den Ausbau des Chores und man erlässt ihm sogar Schulden.

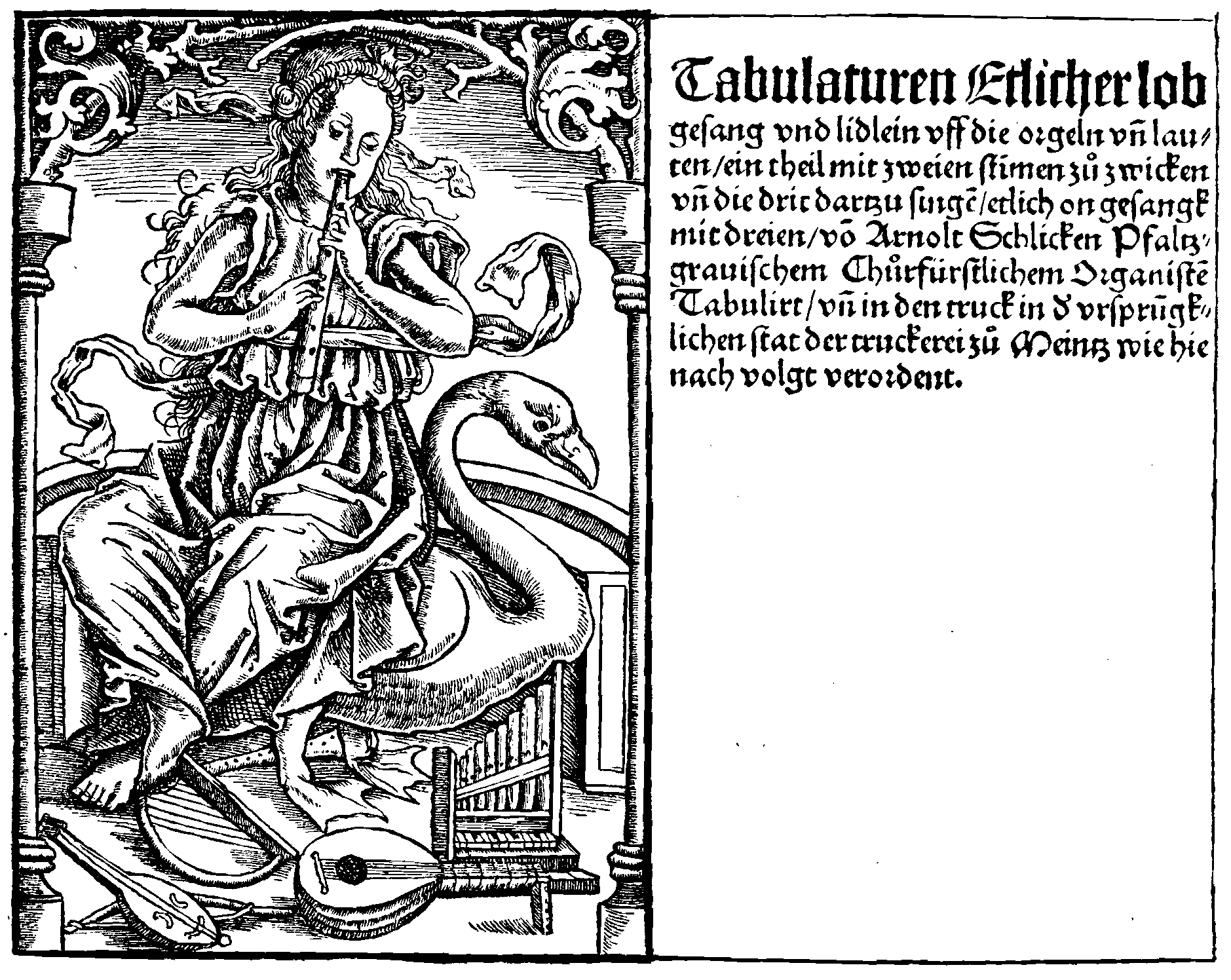
Titelblatt des 1512 von Peter Schöffer gedruckten Tabulaturbuches des Organisten Arnolt Schlick

## Instrumentalmusik
- Arnolt Schlick – Tabulaturen etlicher Lobgesang (Sammlung von Orgel- und Lautenwerken): Noten und Audiodateien im International Music Score Library Project

## Vokalmusik

### Geistlich
- Antoine Brumel – Missa de beata virgine zu vier Stimmen (wahrscheinlich 1510/1512)

### Geistlich und weltlich
- Erhart Öglin (Hrsg.) – Aus sonderer künstlicher Art und mit höchstem Fleiss seind diss Gesangkbücher: Noten und Audiodateien im International Music Score Library Project
  - Ach guter gsell, von wannen her?: Noten und Audiodateien im International Music Score Library Project
  - Ach lieb mit laid
  - Ade! mit Leid ich von dir scheid: Noten und Audiodateien im International Music Score Library Project
  - A., du mein Trost und Zuversicht: Noten und Audiodateien im International Music Score Library Project
  - Cupido hat im jetzt erdacht: Noten und Audiodateien im International Music Score Library Project
  - Dich Mutter Gottes ruf wir an: Noten und Audiodateien im International Music Score Library Project
  - Erwählt hab ich auf Erden mir: Noten und Audiodateien im International Music Score Library Project
  - Es liegt so hart, ohn Wart fast all mein Sach: Noten und Audiodateien im International Music Score Library Project
  - Ei, freundlichs Herz, was grossen Schmerz: Noten und Audiodateien im International Music Score Library Project
  - Fama malum, quo non aliud: Noten und Audiodateien im International Music Score Library Project
  - Fröhliches Weib, der Ehren und aller Tugend Zier: Noten und Audiodateien im International Music Score Library Project
  - Früntlich und mild
  - Freundlicher Gruss mit Buss: Noten und Audiodateien im International Music Score Library Project
  - Freundlicher Trost und herzigs Ein: Noten und Audiodateien im International Music Score Library Project
  - Freundliches Weib, mich nit vertreib: Noten und Audiodateien im International Music Score Library Project
  - Gegrüsst seist, hochzeitlicher Tag: Noten und Audiodateien im International Music Score Library Project
  - Gelück mir Trost und Hofnung geit: Noten und Audiodateien im International Music Score Library Project
  - Hertz liebstes pild
  - Herz, Mut und Gier weicht nit von dir: Noten und Audiodateien im International Music Score Library Project
  - Hilf, Frau von Ach! wie schwach: Noten und Audiodateien im International Music Score Library Project
  - Ich scheid von hin, wie wol mein Sinn: Noten und Audiodateien im International Music Score Library Project
  - Ich will mit Fleiss, in treuer Weiss: Noten und Audiodateien im International Music Score Library Project
  - In Freud erhebt sich ganz mein Herz: Noten und Audiodateien im International Music Score Library Project
  - In tua seclausit viscera factus homo
  - Jetz hat vol pracht
  - Jetzt Scheidens Weh ist worden kund: Noten und Audiodateien im International Music Score Library Project
  - Kund ich schön raynes werdes weyb
  - Mein Dienst und Treu ich klag und mag nit: Noten und Audiodateien im International Music Score Library Project
  - Mein Glück geht auf die Seiten aus: Noten und Audiodateien im International Music Score Library Project
  - Mein Herz hat sich mit Lieb verpflicht: Noten und Audiodateien im International Music Score Library Project
  - Mein höste frucht
  - Mein Lieb und Treu ich sparen will: Noten und Audiodateien im International Music Score Library Project
  - Mit hohem Fleiss: Noten und Audiodateien im International Music Score Library Project
  - Nach willen dein
  - Nisi tu, Domine, servabis nos: Noten und Audiodateien im International Music Score Library Project
  - Ob allem Leid auf dieser Erd: Noten und Audiodateien im International Music Score Library Project
  - O Muter Gott's, mein Zuversicht: Noten und Audiodateien im International Music Score Library Project
  - Paranimphus salutat virginem: Noten und Audiodateien im International Music Score Library Project
  - Spem in alium nunquam habui: Noten und Audiodateien im International Music Score Library Project
  - Trostlicher lieb
  - Unser Pfarrer ist auf der Bahn: Noten und Audiodateien im International Music Score Library Project
  - Virgo Dei genitrix: Noten und Audiodateien im International Music Score Library Project
  - Virgo, mater ecclesiae: Noten und Audiodateien im International Music Score Library Project
  - Von Herzen ich thu freuen mich: Noten und Audiodateien im International Music Score Library Project
  - Wer säch dich fyr ayn sölche an
  - Wer Treu mit Falsch vergelten will: Noten und Audiodateien im International Music Score Library Project
  - Wollt Gott, dass ich zu dienen mich: Noten und Audiodateien im International Music Score Library Project
  - Zucht er und lob
  - Zwischen perg und tieffe tal

## Geboren

### Geboren um 1512
- Christian Hollander, franko-flämischer Komponist, Sänger und Kapellmeister († 1569)
- Nicolas Payen, franko-flämischer Komponist und Kapellmeister († 1559)